# Bacău
Bacău (romunska izgovarjava [bakəw], nemško Barchau, madžarsko Bákó) je glavno mesto okrožja Bacău v Romuniji. Po oceni leta 2016 je imelo 196.883 prebivalcev in je 12. največje mesto v Romuniji. Mesto je v zgodovinski regiji Moldaviji ob vznožju Karpatov in ob reki Bistrița (v sotočju z reko Siret okoli 8 km južno od Bacăua). Prelaz Ghimeş povezuje Bacău s Transilvanijo.

## Etimologija
Ime mesta, ki je v starocerkvenoslovanskih listinah zapisano kot Bako, Bakova ali Bakovia,  najverjetneje izvira iz osebnega imena. Moški z imenom Bakó ali Bako so dokumentirani v srednjeveški Transilvaniji in v Bolgariji 15. stoletja, toda po mnenju Victorja Spineia je ime turško, verjetno v kumanskem ali pečeneškem jeziku . Nicolae Iorga meni, da je ime mesta madžarskega izvora (kot sta Adjud in Sascut) . Po drugi teoriji je ime mesta slovanskega izvora, ki kaže na praslovansko besedo, ki pomeni 'vol' ali 'bik', to je namreč območje, zelo primerno za vzrejo goveda; v romunščini je bik bâc, kar je dalo verjetno ime Bâcău. V nemščini je Barchau, v madžarščini  Bákó in v turščini Baka.

## Zgodovina
Podobno kot v večini mestnih središč v Moldaviji se je Bacău pojavil ob brodu, ki je omogočal prehod vode. V središču mesta Bacău (blizu Curtea Domneascǎ) so arheološki dokazi ljudske poselitve iz 6. in 7. stoletja; to naselje je bilo postavljeno na starejše naselje iz 4. in 5. stoletja. Številne posode, ki so jih tu našli, so ornamentirane s križi, ki namigujejo, da so bili prebivalci kristjani. Pečenegi in Kumani so nadzorovali dolino Bistriţe v 10., 11. in 12. stoletju. Kolonisti so imeli pomembno vlogo pri razvoju mesta. Arheološke najdbe, nekatere površinske ali polzakopane iz druge polovice 15. stoletja kažejo, da so se po začetku leta 1345-1347 v regiji nastanili Madžari, ko je bilo ozemlje pod nadzorom kraljevine Ogrske. V glavnem so zasedli ravne obale Bistriţe. Razkritja vrste sive keramike iz 14. stoletja, ki so jo našli tudi v severni Evropi, nakazujejo prisotnost nemških kolonistov s severa. Prvotno mesto se je osredotočilo na rimskokatoliško skupnost, ki se je naselila v bližini lokalnega trga, ki ga je prebivalstvo regije uredilo ob spodnjem toku reke. 
Mesto je bilo prvič omenjeno leta 1408 v listini, s katero je moldavski knez Aleksander Dobri (1400–1432) v kneževini namenil posebne pravice poljskim trgovcem. Carinska hiša v mestu je omenjena v starocerkvenoslovanščini kot krainee mito ('carinska hiša ob robu') v listini, ki lahko dokazuje, da je bila to zadnja carinska postaja pred moldavsko mejo z Vlaško. Nedatirana listina razkriva, da je imel šoltuz v Bacăuu, vodja mesta, ki so ga izvolili prebivalci, pravico izrekati smrtne kazni vsaj zaradi ropov, kar nakazuje razširjena pravica, podobna tistim, ki so jih uživala kraljevska mesta v Ogrski. Pečat Bacăua je bil ovalen, kar je izjemno v Moldaviji, saj so pečati drugih mest okrogli. 
Aleksander Dobri je podaril vosek, ki je bil pobran z davkom, ki ga je mesto moralo plačati bližnjemu pravoslavnemu samostanu v Bistriţi. Najverjetneje je njegova prva žena Margaret v Bacăuu ustanovila frančiškansko cerkev svete Device. Glavna katoliška cerkev v mestu je bila posvečena svetemu Nikolaju. Jan iz Rye, katoliški škof Baie, v pismu naslavlja Bacău kot civitas, kar pomeni obstoj katoliške škofije v mestu v tistem času. Iz pisma je tudi razvidno, da so bili husiti priseljenci, ki so bili preganjani na Češkem, Moravskem ali Madžarskem, v mestu in da jim je Aleksander Dobri dodelil posebne pravice.
Samostanu v Bistriți je bil leta 1439 odobren tudi dohodek carinske hiše Bacău. Leta 1435 je moldavski knez Štefan II. (1433–1435, 1436–1447) zahteval od mestnih sodnikov, da ne motijo trgovcev v Brașovu, pomembnem središču transilvanskih Sasov pri njihovem gibanju.  Od 15. stoletja so ungurji, to so Romuni iz Transilvanije, začeli naseljevati območje severno od trga, kjer so po letu 1500 postavili pravoslavno cerkev. V mestu je bila v prvi polovici 15. stoletja v mestu zgrajena majhna rezidenca moldavskih knezov. Ko je vladal Štefan III. (1457–1504), je bila obnovljena in razširjena. Toda vladarji so kmalu začeli podpirati sosednje vasi ter samostane ali plemiče. Lokalna knežja rezidenca je bila zato po letu 1500 zapuščena.
Mesto je bilo v 15. in 16. stoletju večkrat napadeno in uničeno. Leta 1467 je kralj Matija Korvin med pohodom proti Štefanu Velikemu na svoji poti požgal vsa mesta, med njimi tudi Bacău. Carinska evidenca iz Brașova kaže, da je nekaj trgovcev iz Bacăua po letu 1500 odšlo čez Karpate v Transilvanijo.
Katoliški škof Argeșa, ki je videl Vlaško, ki so jo uničili Tatari, se je leta 1597 preselil v Bacău. Od zgodnjega 17. stoletja so bili škofje Bacăua poljski duhovniki, ki niso prebivali v mestu, temveč v kraljevini Poljski. Prišli so samo zbirat desetino.
Po poročilu arhiepiskopa Marka Bandinija o kanonskem obisku leta 1646 je bil šoltuz v Bacăuu eno leto izvoljen med Madžari, drugo pa med Romuni. Imena večine 12 prebivalcev mesta, zapisane leta 1655, kažejo, da so Madžari še vedno imeli svojo večinsko skupnost. Leta 1670 je nadškof Petrus Parčević, apostolski vikar Moldavije, sklenil sporazum z vodjo frančiškanske province Transilvanije o vrnitvi samostana Bacău, da bi zagotovil duhovno pomoč lokalni madžarski skupnosti. Toda poljski škof je protestiral proti sporazumu in Sveti sedež ga tudi ni hotel ratificirati. 
Zaradi pogostih vdorov tujih vojsk in plenjenja Tatarov v 17. stoletju so mnogi katoliški prebivalci zapustili Bacău in se zatekli v Transilvanijo. Vendar so leta 1851 v katoliški cerkvi v mestu še vedno govorili, peli in molili v madžarščini.
Prvi papirni mlin v Moldaviji je bil ustanovljen leta 1851. Mesto je bilo leta 1968 razglašeno za občino. 

## Demografija
Po podatkih iz popisa prebivalstva leta 2011 je imel Bacău 144.307 prebivalcev, kar je manj kot leta 2002. Etnična sestava je bila taka:
- Romuni: 97,93 %
- Romi: 0,92 %
- Madžari: 0,09 %
- Judje: 0,03 %
- drugo: 0,34 %

Metropolitansko območje Bacăua, projekt za ustanovitev upravne enote za združitev Bacăua z bližnjimi občinami, bi imelo približno 250.000 prebivalcev

## Kultura
Bacău ima javno univerzo in več šol. Tu sta se rodila dva pomembna romunska pesnika, George Bacovia in Vasile Alecsandri. Imajo filharmonični orkester, dramsko in lutkovno gledališče. Ob božiču je  vsako leto festival moldavskih zimskih običajev, ki združuje ljudske umetnike iz vseh okoliških regij. Razstava Saloanele Moldovei in mednarodni slikarski kamp v Tescaniju v bližini Bacăua združi pomembne kiparske umetnike iz Romunije in tujine. Lokalni zgodovinski muzej, del muzejskega kompleksa Iuliana Antonesca, ima pomembno zbirko starinskih predmetov iz starodavne Dakije. Mesto ima tudi Astronomski observatorij Victorja Anestina.

## Pobratena mesta
Bacău je pobraten z mesti:
- Petah Tikva, Izrael.
- Torino, Italija[14]
- Mandaue, Filipini

## Gallery
- Spomenik Mircee Cancicova
- Cerkev svetega Nikolaja
- Prefektura
- Ulica 9. maja

## sklici
1. ↑  Rădvan 2010, str. 371.
2. ↑  Rădvan 2010, p. 456.
3. ↑  Spinei 2009, str. 342.
4. ↑  Nicolae Iorga: Privilegiile șangăilor dela Târgu-Ocna, Extras din Analele Academiei Române, seria II, zvezek XXXVII (1915), str. 246
5. ↑  Gh. Ghibănescu - Ispisoace și Zapise. vol.VI, partea a II-a, Tipografia „Dacia” Iliescu, Grossu & Comp., Iași, 1926, pag.177
6. ↑  Dan Gh. Teodor, Creștinismul la est de Carpati, Editura Mitropoliei Moldovei și Bucovinei, Iași, 1984, p. 25, 32, 160.
7. ↑  Eugen Șendrea, Istoria municipiului Bacău, Bacău, Editura Vicovia, 2007, p.45-90.
8. ↑  Rădvan 2010, pp. 406., 455.
9. ↑  Treptow, Popa 1996, pp. lii., 48.
10. ↑  Benda 2002, p. 36.
11. ↑  Benda 2002, p. 17.
12. ↑  Pozsony 2002, pp. 94-95.
13. ↑  Treptow, Popa 1996, p. 32.
14. ↑  Pessotto, Lorenzo. »International Affairs - Twinnings and Agreements«. International Affairs Service  in cooperation with Servizio Telematico Pubblico. City of Torino. Arhivirano iz prvotnega spletišča dne 18. junija 2013. Pridobljeno 6. avgusta 2013.